# BMW iX
BMW iX este un SUV crossover de lux de dimensiuni medii, cu baterii electrice, comercializat de producătorul german de automobile BMW.